# Nevesinje
Nevesinje är en ort i Bosnien och Hercegovina. Den ligger i entiteten Republika Srpska, i den södra delen av landet, 70 km söder om huvudstaden Sarajevo. Antalet invånare är 7 313.